# 史尚寬
史尚寬（1898年—1970年11月12日），字旦生，安徽省桐城县南乡史家湾（今属枞阳县）人，中華民國著名法学家 、曾任第2屆司法院大法官、立法委員，《中华民国民法典》的起草人，中国独力完成《民法全书》的第一人。

## 生平
史尚宽生于1898年农历元旦，故字“旦生”。11岁史尚宽能写文章。15岁时，史尚宽留学日本，先入京都第三高等学校学习，后入东京帝国大学法律系学习，先后在日本学习9年，最终获法学士学位。1922年秋，史尚宽赴德国柏林大学继续学习法律。在德国学习两年之后，转入法国巴黎大学研究政治经济。
1927年，史尚宽学成归国，历任国立中山大学、国立中央大学、国立政治大学教授。1927年4月，蒋介石的国民政府定都南京，着手立法工作。同年6月，设法制局。1928年12月，国民政府立法院成立。1929年1月，在立法院成立法制委员会，下设“民法起草五人小组”。史尚宽因精于民法学，故历任立法院立法委员、立法院法制委员会委员长、民法典起草人等职。他还曾任考试院秘书长。
民國三十六年（1947年），史尚宽于原籍安徽省桐城縣當選為第一屆國民大會代表。第二次国共内战末期，史尚宽离开中国大陆，来到台湾。他历任总统府国策顾问、考选部部长。1958年至1967年，任中华民国司法院第二届大法官。他还曾任司法行政部司法官训练所所长等职务。
史尚宽参与了《民法》、《中华民国宪法》及其他重要法典的起草及制定。他还积极从事著述，曾获教育部颁法科学学术奖。从1950年代开始，史尚宽经过20年努力，先后写完《债法总论》、《债法各论》、《物权法论》、《亲属法论》、《继承法论》、《民法总论》共6册，400多万字，合称《民法全书》。
其所編著由台灣商務印書館出版的信託法論，至今日（2021年）仍充滿先進及獨到見解，為台灣信託法的理論及實務界帶來重大影響，可謂台灣信託法學先驅及理論之父。
1970年11月12日，史尚宽因胃癌病逝，享年73岁。11月25日，安葬于臺北縣八里乡（今 新北市八里區）米仓村飞雁山墓园。

## 著作
- 史尚寬，劳动法原论，上海世界书局，1934年
- 史尚寬，民法总则释义，汇文堂新记书局，1936年9月
- 史尚寬，民法原论总则，大东书局，1947年
- 史尚寬，法学概论
- 史尚寬，法制
- 史尚寬，立法程序及立法技术
- 史尚寬，行政法要旨
- 史尚寬，行政法论，1956年，自行出版
- 史尚寬，信托法论，商务印书馆，1946年
- 史尚寬，土地法原论，中正书局，1951年
- 史尚寬，债法总论，1954年，自行出版
- 史尚寬，物权法论，1957年，自行出版
- 史尚寬，债法各论，1960年，自行出版
- 史尚寬，亲属法论，1964年，自行出版
- 史尚寬，继承法论，1966年，自行出版
- 史尚寬，民法总论，1970年，自行出版[2]
- 史尚寬，民刑法論叢，1973年，自行出版（後人整理）
- 史尚寬，憲法論叢，1973年，自行出版（後人整理）